# 布赖恩·杰克斯
布赖恩·杰克斯（英語：Brian Jacks，1946年10月5日—），英国男子柔道运动员。他曾代表英国参加1964年、1972年和1976年夏季奥林匹克运动会柔道比赛，其中1972年奥运会获得一枚铜牌。